# Meralius furcatus
Meralius furcatus is een keversoort uit de familie somberkevers (Zopheridae). De wetenschappelijke naam van de soort werd in 1866 gepubliceerd door Theodor Franz Wilhelm Kirsch.